# Aníbal Borrajo
Aníbal Andrés Borrajo (né le 16 novembre 1982) est un coureur cycliste argentin. Ses frères Armando (décédé en 2010) et Alejandro sont également coureurs. 

## Biographie
En 2005, il participe au mois de septembre à la course en ligne des championnats du monde sur route à Madrid, épreuve où il abandonne.

## Palmarès
- 2003
  - 2e du championnat d'Argentine du contre-la-montre espoirs
- 2004
  - 3e du Circuito Valle del Resco
- 2005
  - 2e du championnat d'Argentine sur route
- 2010
  - Doble Crespo :
    - Classement général
    - 2e étape

  - Wilmington Grand Prix
  - 3e du Tour de Murrieta
- 2011
  - 2e étape de la San Dimas Stage Race
  - 2e étape de la Joe Martin Stage Race
  - 2e du Glencoe Grand Prix
  - 3e de la Harlem Skyscraper Classic
- 2012
  - Grand Prix Campagnolo
- 2014
  - Grand Prix Miguel Clavero
- 2015
  - Gran Premio La Matanza
  - 100 Kms. Capillenses
  - Gran Premio Medallistas Panamericanos
  - 3e du Grand Prix Campagnolo
- 2016
  - 1re étape de la Vuelta al Valle
  - 2e de la Doble San Francisco-Miramar
- 2017
  - 100 Kms. Capillenses
  - 100 Millas Platenses
  - Grand Prix Diego Freite
  - Doble San Francisco-Miramar :
    - Classement général
    - 1re étape

  - 2e du Grand Prix Campagnolo
- 2018
  - 3e étape de l'Homenaje a Oscar Calulo Anacoreto
  - Prologue de la Doble Bragado (contre-la-montre par équipes)
  - Grand Prix de la ville de Río Tercero :
    - Classement général
    - 1re étape (contre-la-montre)

  - Grand Prix de Venado Tuerto
  - Grand Prix Campagnolo
  - 3e du Criterium de Apertura
- 2019
  - Doble Bragado :
    - Classement général
    - 6ea étape

  - 2e du Grand Prix Campagnolo

## Classements mondiaux
| Année            | 2005 | 2006 | 2007 | 2008 | 2009 | 2010 | 2011 | 2012 |
| ---------------- | ---- | ---- | ---- | ---- | ---- | ---- | ---- | ---- |
| UCI America Tour | 52e  | 289e | 74e  | 154e |      | 136e | 214e | 331e |
| UCI Europe Tour  | 878e |      |      |      |      |      |      |      |